# Igor Prins
Igor Prins (Pärnu, 21 oktober 1966) is een voormalig profvoetballer uit Estland, die speelde als verdediger gedurende zijn carrière. Hij beëindigde zijn loopbaan in 2009 bij de Estische club FC Toompea. Al tijdens zijn actieve loopbaan stapte hij het trainersvak in. Als trainer-coach leidde hij FC Levadia Tallinn tweemaal naar de titel in de Meistriliiga: 2008 en 2009.

## Interlandcarrière
Onder leiding van bondscoach Uno Piir maakte Prins zijn debuut voor het Estisch voetbalelftal op 3 juni 1992 in de vriendschappelijke wedstrijd tegen Slovenië (1-1) in Tallinn. Hij kwam tot een totaal van twintig interlands in de periode 1992-1994.

## Erelijst
Kalakombinaat/MEK Pärnu
- Estisch SSR kampioenschap

1985
 Zvezda Tallinn
- Estisch SSR kampioenschap

1986
 FC Lantana Tallinn
- Landskampioen

1995–96
 FC Levadia Tallinn
- Landskampioen

1999, 2000
- Beker van Estland

1998–99, 1999–00